# Ubuntu One
Ubuntu One was een online-dienst van Canonical Ltd. die gebruikers, middels één account, toegang bood tot diverse websites en diensten van Canonical en binnen de Ubuntu-Linuxdistributies. In eerste instantie was het een online-clouddienst voor opslag- en bestandssynchronisatie, maar later werd de dienst omgezet in een algemene inlogdienst.

## Beschrijving
Als men een gratis Ubuntu One-account aanmaakte, kreeg men 5 GB opslagruimte. Tegen betaling kon de opslagruimte worden vergroot met 20 GB en was er 25 GB aan online-opslag beschikbaar. Er konden zoveel pakketten van 20 GB worden ingekocht als nodig was.
Ubuntu One ondersteunde ook het synchroniseren van gegevens uit programma's, zoals Tomboy en Evolution. De bestanden konden eenvoudig gedeeld worden met andere Ubuntu One-gebruikers. Ook was er de mogelijkheid om bestanden openbaar te delen.

### Synchronisatieprogramma
Programma's die bestanden tussen verschillende computers synchroniseren, worden synchronisatieprogramma's genoemd. Voor Ubuntu One bestonden er programma's voor Windows, Mac OS X en Linux. Ook waren er mobiele apps beschikbaar voor apparaten die Android en iOS.

## Stopzetting
Op 2 april 2014 kondigde Canonical aan de diensten van Ubuntu One stop te zetten. Vanaf die datum was het niet meer mogelijk muziek of opslag te bestellen. Canonical verlegde hun prioriteit naar besturingssystemen.
Op 1 augustus 2014 werd de dienst officieel stopgezet.